# Cachiquel (etnia)
Los kaqchikeles (en idioma kaqchiquel: Kakchiquel, Kaqchikel) son una etnia originaria del sur del estado de Chiapas, México y de las tierras altas del occidente de Guatemala. El nombre se ha escrito de varias maneras, incluyendo cachiquel, cakchiquel, caqchikel y kaqchiquel. El pueblo Kaqchiquel fue considerado uno de los reinos más importantes de Guatemala. Eso, derivado a su capital, Iximché. Previo a la llegada de los españoles, el reino Kaqchiquel la organización social consistía en cuatro linajes mayores no necesariamente emparentadas entre sí. Se organizaban por: Sotz’il, Kaqchikel (Xahil), Tukuche’ y Aqajal.

## Localización
La mayor parte de la población se encuentra en Guatemala, donde conforman la etnia mayoritaria en los departamentos de Chimaltenango, Sololá , Sacatepéquez, y además habitan en varios municipios de los departamentos de Escuintla, Guatemala, Baja Verapaz y Suchitepéquez.
En México habitan en el estado de Chiapas, principalmente en los municipios de Amatenango de la Frontera, Mazapa de Madero y Frontera Comalapa, en menor medida debido a recientes migraciones también habitan en pequeñas comunidades de Campeche.

## Historia
En la edad posclásica de la era maya, la capital kaqchikel era Iximché (Chi Iximche) creada en el año 1470 después de haber roto su alianza con el pueblo Quiché debido a las tensiones que se crearon tras el aumento de poder de parte del pueblo kaqchikel. Al igual que los vecinos quichés, se rigen por cuatro señores: Tzotzil, Xajil, Tucuché y Acajal, que fueron responsables de las fuerzas armadas de administración, y asuntos religiosos pero, en realidad quienes poseían el poder absoluto del pueblo kaqchikel eran los señores del linaje Tzotzil y Xajil. Los kaqchikeles registraron su historia en el «libro de los cachiqueles», también conocido como Memorial de Sololá.
Iximché fue conquistada por los españoles que eran dirigidos por el conquistador Pedro de Alvarado en 1524. En ese momento, los kaqchikeles eran los enemigos de los quichés debido a muchos conflictos que se desarrollaron después de haberse roto la alianza que mantenían, dentro de estos conflictos se encuentra una constante guerra entre ambos pueblos, la rivalidad aumento en cuando los kaqchikeles derrotaron a sus antiguos señores y debido a esta serie de sucesos los Quichés les ayudaron a los españoles a conquistar su pueblo. La primera capital colonial de Guatemala, Tecpán Guatemala, fue fundada cerca de Iximché el 25 de julio de 1524. Después de varias revueltas que tuvieron los cachiqueles, el 22 de noviembre de 1527, la capital fue trasladada a Ciudad Vieja, cerca de Antigua Guatemala.
Tras haber sido quemada y destruida sus ciudades se vieron obligados a establecerse en otro lugar, fue así como llegaron a Mixco Viejo (Chuwa Nima'Ab'Äj'), ubicado en San Martin Jilotepeque el cual fue quemado y destruido a mano de los españoles en el año 1528.

## Idioma
El idioma kakchikel es una lengua mayense hablada en la actualidad por 400 000 personas, está relacionada con la lengua zutuhil. Existe un movimiento que reclama la recuperación del idioma cachiquel y la normalización de su uso y su reconocimiento. La cantante guatemalteca Sara Curruchich utiliza el cachiquel en sus canciones.

## Organización social
Entre los kaqchikel de Chiapas existen consejeros rituales conocidos como chiman, que se encargan de hacer limpias con incienso y flores durante las celebraciones. Las fiestas de las comunidades chiapanecas se organizan por medio de una junta de festejos que es integrada por miembros de la parroquia, la iglesia, las autoridades locales y en ocasiones los comerciantes locales. En esta organización, los presidentes de la junta son nombrados el 10 de noviembre.
Los Kaqchiqueles tienen diferentes tipos de costumbres, como bailes religiosos y espirituales. Cada región kaqchikel se distingue por tener sus propias costumbres y trajes.